# Szczebrzeszyn
Szczebrzeszyn je město v Polsku v Lublinském vojvodství v okrese Zamość. Leží v historické Chelmské zemi, nad řekou Wieprz, přibližně 20 kilometrů západně od Zamośće. Je sídlem stejnojmenné městsko-vesnické gminy. V roce 2021 zde žilo 4 918 obyvatel.

## Poloha a doprava
Přes Szczebrzeszyn protéká řeka Wieprz, pravý přítok Visly.
U města je stanice na širokorozchodné nákladové železniční trati Linia Hutnicza Szerokotorowa, která vede od polsko-ukrajinské hranice do Hutě Katovice.

## Historie
Město je doloženo již ve čtrnáctém století.
Po prvním dělení Polska připadl Szczebrzeszyn do habsburské monarchie. Později byl součástí Varšavského knížectví a následně od roku 1815 součástí Kongresovky. V meziválečném období byl součástí druhé Polské republiky.